# Zia Giulia e la telenovela
Zia Giulia e la telenovela (Tune in Tomorrow) è un film commedia del 1990 diretto da Jon Amiel, basato sul romanzo di Mario Vargas Llosa La zia Julia e lo scribacchino.